# Guru Meditation
Guru Meditation – błąd, który występował we wczesnych wersjach komputerów Amiga w sytuacji, gdy oprogramowanie wykonało niedozwoloną operację. Błąd ten jest analogiczny do np. błędów BSOD w systemach Windows.
Po wyświetleniu się błędu Guru Meditation użytkownik komputera mógł jedynie zrestartować system lub też debugować go za pomocą narzędzia ROMWack.

Symulacja błędu Guru Meditation

Błąd był wizualizowany poprzez wyświetlenie w górnej części ekranu czerwonego tekstu w czerwonej obwódce. Żółty lub zielony kolor liter i obwódki oznaczał  błędy, które można było zignorować. Kolor czerwony oznaczał błąd krytyczny.
Tuż przed pojawieniem się tego błędu ekran mógł stać się czarny, a diody stacji dyskietek i zasilania mogły zacząć migać. W wersjach Kickstartu od 1.1 do 1.3 błąd był zawsze oznaczony kolorem czerwonym. W systemie AmigaOS w wersjach 2.x i 3.x błędy odzyskiwalne (Recoverable Alert) były oznaczane kolorem żółtym. Wczesne wersje AmigaOS 2.x pokazywały takie błędy kolorem zielonym. We wszystkich wersjach systemu błędy krytyczne (ang. dead-end) były  oznaczane kolorem czerwonym.
Rodzaj Guru Meditation był oznaczany za pomocą dwóch liczb oddzielonych kropką. W przypadku, gdy błąd dotyczył procesora, miał on format #0000000x.yyyyyyyy, natomiast błąd systemu operacyjnego był oznaczany formatem #aabbcccc.dddddddd.
Termin „Guru Meditation Error” powstał jako żart w początkach firmy Amiga. Miała ona produkt o nazwie Joyboard dla domowej konsoli gier wideo Atari 2600, był on analogiczny do joysticka, ale obsługiwany za pomocą stóp – podobny do Wii Balance Board. Na początku prac nad systemem operacyjnym dla komputerów Amiga programiści firmy byli tak sfrustrowani częstymi awariami systemu, że jako technikę relaksacyjną opracowano grę, w której osoba siedziała na Joyboardzie ze skrzyżowanymi nogami, przypominając indyjskiego guru. Gracz starał się pozostać nieruchomy; zwycięzcą gry była osoba, która wytrzymała najdłużej. Jeśli gracz poruszył się za bardzo, występował błąd „Guru Meditation”.